# 海城县 (甘肃省)
海城县，中国旧县名。
清朝初年至同治年间，为平凉府海剌都地。同治十二年（1873年），升固原州为固原直隶州，置平远县和海城县属之，治所在海喇都堡（今宁夏回族自治区海原县驻地海城镇）。因与奉天省海城县（今辽宁省海城市）重复，1914年改名海原县。